# Daynara de Paula
Daynara Lopes Ferreira de Paula (ur. 25 lipca 1989 w Manaus w Brazylii) – brazylijska pływaczka.
W Pekinie na Igrzyskach Olimpijskich przepłynęła 100 metrów stylem motylkowym w 59.45 i zajęła 34. miejsce. Tym samym odpadła z rywalizacji i nie awansowała do półfinału.
Na Mistrzostwach Świata w Pływaniu 2009 znalazła się w najlepszej szesnastce i awansowała z 14. pozycji do półfinału. Jej czas 58.26 w tej rundzie okazał się gorszy, ponieważ w półfinale popłynęła 57.68 i zajęła 12. miejsce. Nie zdołała awansować do ścisłego finału.
W marcu 2010 roku została przyłapana na stosowaniu dopingu, za co została zdyskwalifikowana na pół roku. Mimo to, w czasie trwania dyskwalifikacji, wystartowała w Mistrzostwach Świata wojskowych, gdzie na dystansie 100 metrów stylem motylkowym zdobyła srebrny medal. Trofeum to zostało jej jednak odebrane, a początek okresu dyskwalifikacji przesunięty na 26 sierpnia 2010 roku.
W 2011 wystąpiła na igrzyskach panamerykańskich, zdobyła na nich trzy medale – srebrny w konkurencji 100 m st. motylkowym i 4 × 100 m st. dowolnym, a także brązowy medal w konkurencji 4 × 100 m st. zmiennym.
W 2012 roku podczas igrzysk olimpijskich w Londynie uplasowała się na 26. miejscu na 100 m kraulem i 33. miejscu na 100 m delfinem.
Trzy lata później wywalczyła kolejne dwa medale igrzysk panamerykańskich, oba w konkurencjach zespołowych – brązowe medale w sztafetach 4 × 100 m stylem zarówno dowolnym, jak i zmiennym.
Brazylijka występowała przed własną publicznością na rozgrywanych w Rio de Janeiro igrzyskach olimpijskich. Wystąpiła w trzech konkurencjach – w konkurencji 100 m st. motylkowym zajęła 15. pozycję, a w konkurencjach 4 × 100 m st. dowolnym oraz 4 × 100 m st. zmiennym brazylijska sztafeta z jej udziałem zajęła 11. i 13. pozycję.
W 2019 otrzymała srebrny medal igrzysk panamerykańskich w konkurencji 4 × 100 m st. dowolnym.